# Перень (Румунія)
Перень, Перені (рум. Pereni) — село у повіті Долж в Румунії. Входить до складу комуни Сопот.
Село розташоване на відстані 201 км на захід від Бухареста, 21 км на захід від Крайови.

## Населення
За даними перепису населення 2002 року у селі проживала 51 особа, усі — румуни. Усі жителі села рідною мовою назвали румунську.